# (1717) Арлон
(1717) Арлон (фр. Arlon) — небольшой астероид главного пояса, который был открыт 7 марта 1943 года бельгийским астрономом Сильвеном Ареном в обсерватории Уккел и назван в честь Арлона, крупного города на юго-востоке Бельгии.

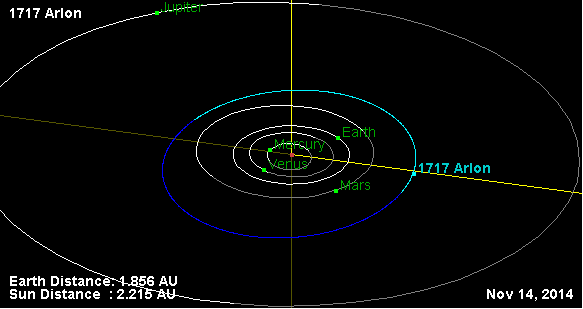
Орбита астероида Арлон и его положение в Солнечной системе

Фотометрические наблюдения, проведённые в 2006 году в обсерватория Ондржеёв, позволили получить кривые блеска этого тела, из которых следовало, что астероид является двойным. Спутник, диаметром около 4 км, находиться в 16 км от основного астероида и вращается вместе с ним вокруг общего центра масс с период около 18,236 часов.